# Börsentendenz
Unter Börsentendenz versteht man an der Börse die allgemeine Kursrichtung (Tendenz), die ein bestimmtes Handelsobjekt oder der Börsenindex in der Zukunft einnehmen könnten.

## Allgemeines
Börsentendenzen gibt es an Wertpapier-, Energie- oder Warenbörsen, bei Börsensegmenten oder einzelnen Handelsobjekten (Aktien, Anleihen, Commodities). Tendenzen betreffen die zukünftige Entwicklung der Börsenkurse oder Börsenindices, die Neigung oder Grundrichtung. Entsprechend kann die Tendenz  steigende („Bullenmarkt“), gleichbleibende („Seitwärtsbewegung“) oder fallende Kurse oder Indices („Bärenmarkt“) prognostizieren. Prognosemethoden für die zukünftige Tendenz sind insbesondere Chartanalyse oder Trendextrapolation. Börsentendenzen dienen der Entscheidungsvorbereitung für Anleger und andere Marktteilnehmer.

## Beschreibungen der Börsentendenz
Bezugswert bei der Börsentendenz ist in Deutschland meist der DAX, in den USA der Dow Jones Industrial Average. Dabei fasst man die Tageswerte dieser Bezugswerte zu einer Zeitreihe zusammen und drückt die sich hieraus ergebende Entwicklung der Börsentendenz in folgenden standardisierten Bezeichnungen aus:
- bei fallender Kursveränderung: nachgebend / schwächer / schwach / sehr schwach;
- bei steigender Kursveränderung: freundlicher / freundlich / fest / fester / sehr fest;
- bei geringer Kursveränderung: gehalten / behauptet / knapp behauptet / widerstandsfähig.
- Tendenzlose Verläufe heißen „unverändert“, „gehalten“, „gut gehalten“, „knapp gehalten“, „behauptet“, „gut behauptet“.

Es handelt sich um beschreibende Erläuterungen des Kursverlaufs und dessen Neigung zu einer bestimmten Richtung.
Als „zyklische Aktien“ werden diejenigen Aktien bezeichnet, die einer Börsentendenz folgen, während „antizyklische Aktien“ dieser Tendenz nicht folgen.

## Börsentrend
Während die Börsentendenz die für die Zukunft prognostizierten Börsenkurse oder Börsenindices betrifft (ex-ante-Analyse), bezieht sich der Börsentrend wie jeder andere Trend auf Zeitreihen vergangener Kurse und Indices (ex-post-Betrachtung). Die genannten Prognosemethoden bauen auf den Zeitreihen der vergangenen Börsentrends auf, um hieraus künftige Entwicklungen ableiten zu können.